# Mejova
Mejova (en ukrainien : Межова) ou Mejevaïa (en russe : Межевая) est une commune urbaine de l'oblast de Dnipropetrovsk, en Ukraine, et le centre administratif du raïon de Mejova. Depuis la réforme de 2020, la commune dépend du raïon de Synelnykove. Sa population s'élevait à 7 022 habitants en 2022 .

## Géographie
Mejova est située à 88 km au nord-ouest de Donetsk, à 115 km à l'est de Zaporijjia, à 124 km au sud-est de Dnipro et à 511 km au sud-est de Kiev. Elle se trouve près des sources de trois petites rivières, alimentant au nord-ouest la rivière Byk, un affluent de la rivière Samara, et au sud de la rivière Kamianka, affluente de la rivière Vovtcha, dans le système hydrographique de la rive gauche du fleuve Dniepr.

### Communauté territoriale
Mejova regroupe autour d'elle plusieurs localités, parmi lesquelles celle d'Ivanivka.
Cette communauté territoriale est limitrophe de celle de Novopavlivka.

## Histoire
Le développement de Mejova est lié à la construction du chemin de fer Iouzivka – Ekaterinoslav, qui fut mis en service en 1884. Ensuite fut construite la gare « Mejova », qui donna son nom au village moderne. Dans les années 1890, les terrains situés au nord-ouest de la gare furent peuplés par des immigrants venus du village de Slavyanka. Au début du XXe siècle furent créées plusieurs entreprises industrielles : deux moulins à vapeur, un moulin à huile, un atelier de travail du cuir et un atelier de réparation de machines agricoles. Le village de Mejova accéda au statut de commune urbaine en 1956.

## Population
Recensements (*) ou estimations de la population :
| 1959* | 1970* | 1979* | 1989* | 2001* |
| ----- | ----- | ----- | ----- | ----- |
| 8 098 | 7 899 | 8 563 | 8 965 | 8 119 |

| 2009  | 2010  | 2011  | 2012  | 2013  |
| ----- | ----- | ----- | ----- | ----- |
| 7 594 | 7 537 | 7 529 | 7 537 | 7 539 |

| 2022  | - | - | - | - |
| ----- | - | - | - | - |
| 7 022 | - | - | - | - |

## Transports
Par la route, Mejova se trouve à 168 km de Dnipro.